# Retiro San Guillermo Airport
Retiro San Guillermo Airport är en flygplats i Chile.   Den ligger i provinsen Provincia de Linares och regionen Región del Maule, i den södra delen av landet, 300 km söder om huvudstaden Santiago de Chile. Retiro San Guillermo Airport ligger 147 meter över havet.
Terrängen runt Retiro San Guillermo Airport är platt. Närmaste större samhälle är Parral, 16,0 km söder om Retiro San Guillermo Airport.
Trakten runt Retiro San Guillermo Airport består till största delen av jordbruksmark. Runt Retiro San Guillermo Airport är det ganska glesbefolkat, med 23 invånare per kvadratkilometer.